# Cryptohelcostizus chrysobothridis
Cryptohelcostizus chrysobothridis là một loài tò vò trong họ Ichneumonidae.